# کلیسای سن فرانسیسکو (کوئنکا)
کلیسای سن فرانسیسکو (به اسپانیایی: Iglesia de San Francisco) یکی از کلیساهای تاریخی شهر کوئنکا در اکوادور است. این کلیسا یکی از برجسته ترین معابد شهر است. جامعه مذهبی فرانسیسکن‌ها به همراه جامعه دومینیکن‌ها (کلیسای سانتو دومینگو) ، مسئول تلقین بومیان منطقه در دوره استعمار بودند.